# 小行星4615
小行星4615（英語：4615 Zinner）是一颗围绕太阳公转的小行星。1923年9月13日，卡尔·威廉·雷睦斯在海德堡发现了此天体。
这颗小行星的绝对星等为342.8157273447642等。